# Санґ-Дарка
Санґ-Дарка (перс. سنگدركا) — село в Ірані, у дегестані Бала-Хіябан-е Літкух, в Центральному бахші, шагрестані Амоль остану Мазендеран. У переписі 2006 року вказане як окремий населений пункт, але без відомостей про чисельність населення.

## Клімат
Середня річна температура становить 15,21°C, середня максимальна – 28,74°C, а середня мінімальна – 1,39°C. Середня річна кількість опадів – 673 мм.
| Клімат поселення                              | Клімат поселення | Клімат поселення | Клімат поселення | Клімат поселення | Клімат поселення | Клімат поселення | Клімат поселення | Клімат поселення | Клімат поселення | Клімат поселення | Клімат поселення | Клімат поселення | Клімат поселення |
| Показник                                      | Січ.             | Лют.             | Бер.             | Квіт.            | Трав.            | Черв.            | Лип.             | Серп.            | Вер.             | Жовт.            | Лист.            | Груд.            |                  |
| Середній максимум, °C                         | 10,58            | 11,12            | 13,40            | 18,53            | 22,49            | 26,60            | 28,74            | 28,72            | 25,50            | 21,53            | 16,62            | 12,12            |                  |
| Середня температура, °C                       | 5,98             | 6,53             | 8,80             | 13,93            | 17,89            | 22,01            | 24,42            | 24,42            | 21,20            | 17,22            | 12,31            | 7,82             |                  |
| Середній мінімум, °C                          | 1,39             | 1,92             | 4,19             | 9,33             | 13,29            | 17,41            | 20,12            | 20,12            | 16,89            | 12,90            | 8,01             | 3,50             |                  |
| Норма опадів, мм                              | 71               | 57               | 56               | 32               | 30               | 23               | 18               | 33               | 66               | 114              | 91               | 82               |                  |
| Середньомісячна швидкість вітру, м/с          | 1.93             | 2.46             | 2.53             | 2.43             | 2.40             | 2.24             | 2.06             | 2.10             | 1.97             | 2.08             | 2.08             | 1.97             |                  |
| Середньомісячна сонячна радіація, кДж/м²·день | 8581             | 10804            | 12967            | 16183            | 19584            | 21294            | 21202            | 19056            | 15640            | 12291            | 9908             | 8071             |                  |
| --------------------------------------------- | ---------------- | ---------------- | ---------------- | ---------------- | ---------------- | ---------------- | ---------------- | ---------------- | ---------------- | ---------------- | ---------------- | ---------------- | ---------------- |
| Джерело:                                      |                  |                  |                  |                  |                  |                  |                  |                  |                  |                  |                  |                  |                  |